# Hooker megye
Hooker megye az Amerikai Egyesült Államokban, azon belül Nebraska államban található. Megyeszékhelye és legnagyobb városa Mullen. Lakosainak száma 711 fő (2020. április 1.). Hooker megye Cherry, McPherson, Arthur, Grant és Thomas megyékkel határos.

## Népesség
A megye népességének változása:
| Lakosok száma | 734  | 745  | 720  | 738  | 732  | 711  |
|               | 2010 | 2011 | 2012 | 2013 | 2015 | 2020 |